# Osmia erythrogastra
Osmia erythrogastra là một loài Hymenoptera trong họ Megachilidae. Loài này được Ferton mô tả khoa học năm 1905.